# 小山内宏
小山内 宏（おさない ひろし、1916年6月11日 - 1978年1月4日）は、日本の著作家、軍事評論家。
作家・小山内薫の次男、妻は随筆家の小山内富子。

## 略歴
東京出身。旧制成城高等学校卒業。戦前、フィリピンの聖トマス大学に留学し、同大学民族学科卒業。
1941年にフィリピンから帰国、南洋協会に勤務。1942年に応召、フィリピン軍政部付となったが、病気のため1945年5月帰還。
戦後ジャーナリストとなり、1960年の安保闘争以後渡米、各地の戦略研究所などを歩いて軍事問題を研究。また、1958年からベトナム、アメリカ、カナダなどを視察。
1965年『ヴェトナム戦争：このおそるべき真実』（講談社）を出版、ベストセラーになった。墓所は富士霊園の文学者の墓。

## 著書
- 『ヴェトナム戦争 : このおそるべき真実』（講談社、ミリオン・ブックス） 1965
- 『軍国アメリカ : このおそるべき全貌』（講談社、ミリオン・ブックス） 1965
- 『怪獣画報』（円谷英二監修、大伴昌司共著、秋田書店、写真で見る世界シリーズ） 1966、のち復刻版 2012
- 『拳銃画報』（秋田書店、写真で見る世界シリーズ） 1967
- 『ヴェトナムはどうなる? : 戦争か平和か』（講談社、ミリオン・ブックス） 1967
- 『黒いアメリカ人』（東都書房） 1968
- 『沖縄 : この恐るべき歴史と現実』（講談社） 1969
- 『世界の軍艦』（秋田書店、写真で見る世界シリーズ） 1969
- 『科学戦争 : 兵器と文明』（新人物往来社、現代の戦争1） 1970
- 『図説・1970年 : 目で見る安保と沖縄の問題点』（講談社） 1970
- 『世界の秘密兵器』（境木康雄絵、秋田書店、写真で見る世界シリーズ） 1971
- 『都市ゲリラ : 日本で、いま何が始まろうとしているか』（主婦と生活社、21世紀ブックス） 1971
- 『第三次世界大戦 : もうきざしは始まっている』（日本文芸社） 1971
- 『沖縄から沖縄へ : 四次防下の琉球処分』（東洋経済新報社） 1971
- 『日本は再び戦争をするか』（エール出版社、Yell books） 1972
- 『徴兵制・これから日本になにが起こるか』（日本経営出版会、Qブックス） 1972
- 『現代戦略論 : しのび寄る破滅のゲーム』（産報、サンポウ・ピープルズ） 1972
- 『アメリカ点々ひとり旅』（ダイヤモンド社） 1972
- 『軍事学入門 : 核戦略からゲリラまで』（潮文社） 1973
- 『陸軍中野学校入門 : 一つの謀略が一個連隊の戦力に匹敵する諜者の養成機関をさぐる! 不滅の精神を植えつけたもの!』（日本文芸社） 1973
- 『中ソ戦争 : 中国の新戦略はなにをめざすか』（東京ジャーナルセンター） 1973
- 『謀略戦争 : 恐るべき国際スパイ暗躍の舞台』（産報、サンポウブックス） 1973
- 『これが自衛隊だ : 戦力・戦略のすべて』（ダイヤモンド社） 1974
- 『自衛隊図鑑 : ふくれあがる"戦力"そのベールをはぐ』（主婦と生活社、21世紀ブックス） 1974
- 『絵とき日本陸軍 : 軍隊・兵器・戦斗のすべて』（三恵書房） 1974
- 『絵とき日本海軍 : 艦艇・兵器・戦斗のすべて』（三恵書房） 1975
- 『絵とき日本航空隊 : 編成・装備・戦斗のすべて』（三恵書房） 1975
- 『拳銃百科 : 拳銃のすべてがわかる』（伊藤展安等え、秋田書店、カラー版ジュニア入門百科） 1975
- 『秘密結社 : 暗黒の帝国を解剖する』（石原豪人等え、講談社、ドラゴンブックス） 1975
- 『米ソ核戦略と日本の防衛』（毎日新聞社、エコノミスト選書） 1975
- 『ここまできた日本の核武装 : 具体的構想と計画』（ダイヤモンド社） 1975
- 『現代戦の構造 : 忍びよる危機』（潮文社） 1975
- 『地球破壊 : 宇宙戦争まで行く危機』（勁文社、エコーブックス） 1975
- 『安全保障とはなにか』（泰流社、泰流選書） 1976
- 『現代スパイ戦争 : スパイはあなたの身近にいる?!』（久保書店） 1976
- 『日本の防衛を考える』（泰流社、泰流選書） 1976
- 『中国軍事教本 人民戦争の軍事学』（『軍事基本知識』翻訳グループ訳、小山内宏解説、竜渓書舎） 1976
- 『見えない政府・CIA』（ベストブック社、ビッグバードのベストブックス） 1976
- 『ヨーロッパ縦横ひとり旅』（ダイヤモンド社） 1977
- 『世界の軍事情勢 : 大戦の危機と平和戦略』（社会思想社） 1978
- 『CIA : 悪の情報戦略』（ベストブック、Big birdのbest books） 1984

## 翻訳
- 『ナガサキ : 忘れられた原爆』（フランク・W・チンノック、新人物往来社） 1971
- 『原発はなぜ、どこが危険か』（ジョン・W・ゴフマン, アーサー・R・タンプリン、ダイヤモンド社） 1975